# Musée Collection Rosengart
Le musée Collection Rosengart (Museum Sammlung Rosengart) est un musée d'art situé à Lucerne en Suisse. Il accueille une collection d'art moderne reposant sur deux artistes principaux : Paul Klee et Pablo Picasso.

## Collection
Le marchand d'art Siegfried Rosengart (1894-1985), qui travaille à Munich avec son oncle avant de s'installer à Lucerne, entretient des contacts amicaux avec Picasso et Marc Chagall. Avec sa fille Angela, il constitue une collection privée d'art moderne comprenant des œuvres de Vassily Kandinsky, Georges Braque, Chaïm Soutine, Amedeo Modigliani, Fernand Léger, Georges Seurat, Pierre Bonnard, Édouard Vuillard, Paul Cézanne ou Claude Monet, mais aussi Camille Pissarro, Auguste Renoir, Maurice Utrillo, Georges Rouault, Henri Matisse ou encore Joan Miró (dont Femme, Oiseau, Étoile).
L'ensemble de Klee est le plus important au monde en mains privées après celui de la famille de l'artiste,. Par ailleurs, certaines des œuvres de Picasso sont d'abord exposées au musée Picasso de Lucerne ouvert en 1978 au cœur de la vieille-ville de Lucerne à l'initiative des Rosengart, pour le 800e anniversaire de la cité, avant d'être fermé le 30 mars 2008.
Fille unique, célibataire et sans enfant, Angela fonde la Fondation Rosengart en 1992 dans le but de préserver la collection d'art et de la rendre accessible au public,.

## Bâtiment
L'ancien bâtiment néoclassique de la Banque nationale suisse, construit en 1923-1924 par l'architecte zurichois Hermann Herter, est racheté et sa reconversion confiée à l'architecte Roger Diener,. Le musée d'art ouvre ses portes le 26 mars 2002.
Le rez-de-chaussée est consacré aux œuvres de Picasso, le sous-sol à celles de Klee et le premier étage aux autres artistes. L'ancienne salle de réunion de la banque est préservée en l'état et accessible aux visiteurs.

## Fréquentation
Le musée accueille environ 40 000 visiteurs par an :
- 2002 : 91 205
- 2003 : 58 343
- 2004 : 49 024
- 2005 : 38 034
- 2006 : 39 903
- 2007 : 39 501
- 2008 : 49 510
- 2009 : 41 205
- 2010 : 41 854
- 2011 : 37 160
- 2012 : 39 595
- 2013 : 38 581
- 2014 : 38 784
- 2015 : 37 203
- 2016 : 37 441
- 2017 : 41 657
- 2018 : 42 400
- 2019 : 41 803